# Ousmane Camara (baloncestista)
Ousmane Sarra Camara (Mont-Saint-Aignan, Normandía, 12 de mayo de 1989) es un baloncestista francés que pertenece a la plantilla del Rouen Métrople Basket de la NM1 francesa. Con 2,02 metros de estatura, juega en la posición de ala-pívot.

## Trayectoria deportiva

### Profesional
Tras conseguir la medalla de plata en el Europeo sub-20 con la selección francesa celebrado en Grecia en 2009, comenzó su carrera profesional en el STB Le Havre, donde tras dos temporadas saliendo desde el banquillo, en la 2011-2012 empieza a hacerse un hueco en el quinteto inicial, acabando la temporada promediando 5,7 puntos y 7,0 rebotes por partido.
En junio de 2012 fichó por el BCM Gravelines. En su primera temporada lograría su primer título, la Leaders Cup, acabando el año como suplente promediando 5,3 puntos y 5,6 rebotes por encuentro.
En junio de 2014 firmó con el Limoges CSP, equipo con el que en su primera temporada ganaría el título de liga y además sería elegido MVP de las Finales de la LNB Pro A, habiendo promediado esa temporada 4,3 puntos y 3,9 rebotes saliendo desde el banquillo. Jugó dos temporadas más, y ya en la c2016-2017 se hizo con el puesto de titular, acabando la misma con unos números de 11,7 puntos y 6,8 rebotes por encuentro.
En junio de 2017 se comprometió con el Élan Sportif Chalonnais, donde en su primera temporada como titular promedió 8,5 puntos y 6,5 rebotes por partido.
El 23 de enero de 2022 fichó por el Rouen Métrople Basket de la Pro B francesa.